# Tsepo Masilela
Peter Tsepo Masilela (Witbank, 5 maggio 1985) è un ex calciatore sudafricano, di ruolo difensore.

## Palmarès

### Club

#### Competizioni nazionali
- Coppa Toto Al: 1

Maccabi Haifa: 2007-2008
- Campionato israeliano: 2

Maccabi Haifa: 2008-2009, 2010-2011
- Coppa del Sudafrica: 1

Kaizer Chiefs: 2012-2013
- MTN 8: 1

Kaizer Chiefs: 2014